# Samsung Galaxy Note 4
GALAXY Note 4（ギャラクシー ノート フォー）は、韓国・サムスン電子によって開発されたスマートフォンである。LTEモデルの1種類が発売されている。発売国によって一部仕様が異なっている。日本国内では発売されていない。

## 歴史
- 2014年9月3日 - IFA2014に合わせて開催されたサムスン電子の発表イベント「Samsung Unpacked 2014 Episode 2」にて発表[1]。
- 2014年9月18日 - 韓国において予約受付を開始[2]。
- 2014年9月24日 - 9月26日より韓国での発売を開始し、また10月末日までに140の国と地域での発売を開始すると発表[3]。
- 2014年9月26日 - 韓国において発売開始。